# Орлов, Павел Александрович
Павел Александрович Орлов (1923-1945) — старший сержант Рабоче-крестьянской Красной Армии, участник Великой Отечественной войны, Герой Советского Союза (1945).

## Биография
Павел Орлов родился 24 июля 1923 года в Оренбурге. После окончания семи классов школы работал счетоводом. В феврале 1942 года Орлов был призван на службу в Рабоче-крестьянскую Красную Армию и направлен на фронт Великой Отечественной войны.
К январю 1945 года старший сержант Павел Орлов командовал пулемётным расчётом 3-го стрелкового батальона 994-го стрелкового полка 286-й стрелковой дивизии 115-го стрелкового корпуса 59-й армии 1-го Украинского фронта. Отличился во время освобождения Польши. 18 января 1945 года Орлов принимал активное участие в отражении двух немецких контратак у станции Кшешовице Малопольского воеводства Польши, уничтожив около 70 вражеских солдат и офицеров. В том бою он погиб. Похоронен на военном участке Раковицкого кладбища Кракова.
Указом Президиума Верховного Совета СССР от 10 апреля 1945 года за «образцовое выполнение боевых заданий командования на фронте борьбы с немецкими захватчиками и проявленные при этом отвагу и геройство» старший сержант Павел Орлов посмертно был удостоен высокого звания Героя Советского Союза. Также был награждён орденом Ленина и медалью.
В честь Орлова была названа улица в Оренбурге. А также висит мемориальная табличка на школе №24 по улице Чичерина, где он учился.

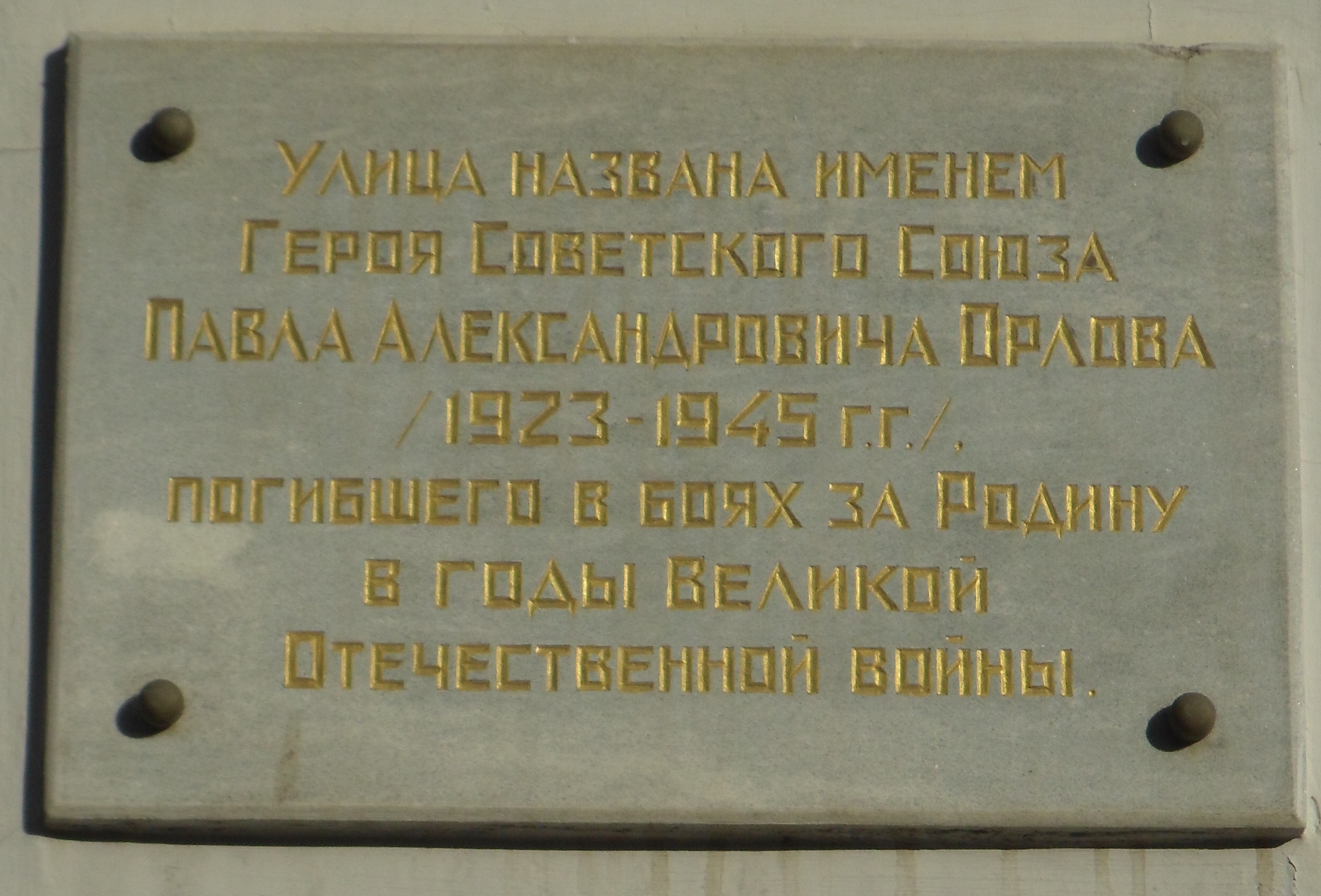
Мемормиальная доска в Оренбурге